# Illa Platte
L'Illa Platte o Île Platte és part del grup del Coral Meridional de les illes Seychelles que forma part de les Illes Exteriors.

## Geografia
A 05°52′S 55°24′E, és al sud del banc de les Seychelles. L'illa Coëtivy, a 171 km més al sud-est, és també del mateix grup coralí. Platte està situat a 130 quilòmetres al sud de Mahé, l'illa principal de les Seychelles.
L'illa, és baixa i boscosa i formada per sorra, és d'uns 1.300 metres de longitud de nord a sud, amb una amplada de 250 metres al sud i de 550 metres (de 1.800 al nord, amb una superfície de 0.578 quilòmetres quadrats).

## Història
L'illa va rebre el seu nom del Comandant Lampierre que hi va arribar amb el vaixell La Curieuse el 1771.

### Els esculls de corall
Barrera d'esculls sobre la qual el mar, trenca molt fortament, s'estén 5 km al nord, i 2.4 quilometres (1.5 mi) al sud de l'illa, convertint-la en una pseudo-atoll. Dins de la barrera d'esculls, la llacuna és molt suau, i desembarcar és fàcil i segur.
Uns esculls de coral submergits s'estenen 12 km a l'oest i 18 km al sud de l'illa, òbviament, les restes d'un atoll enfonsat, creant un complex de gairebé 25 km de longitud de nord a sud i 14|km d'amplada est-oest i que cobreix una àrea d'aproximadament 270 km².
Hi ha dos passatges difícils a través de l'escull en el costat nord-oest, disponible només per a petites embarcacions coneguts només pels locals. La Perle de Corall es troba al sud-oest de final de l'escull, a uns 10 quilometres (6.2 mi) al sud-oest de Platte. La profunditats és de menys de 4 m. és l'habitual en aquest escull on s'han observat alguns trencaments.

## Dades demogràfiques
Hi ha un petit poblat a la riba oest amb el director de la casa i un parell de cases rurals al nord-oest. També hi ha una església i un hospital abandonats. l'IDC planeja construir un hotel en comptes de les cases d'hostes

## Administració
L'illa pertany al districte de les Illes Exteriors de Seychelles.
És una illa amb una petita població, no hi ha cap edifici del govern o serveis. Per a molts serveis, la gent ha d'anar a  Port Victòria, que és una tasca difícil.

## Transport
L'illa és travessada per un aeròdrom de 900 m que segueix l'eix nord-sud. L'illa, a vegades, és atesa per les aeronaus d'una Companyia de Desenvolupament de les Illes (IDC) de Mahé.

## Economia
Els habitants de l'illa es dediquen a una escala molt petita a l'agricultura, la ramaderia i la pesca, principalment pel consum local.

## La Flora i la Fauna
L'illa és coneguda per la seva rica vida de peixos.

## Galeria d'imatges

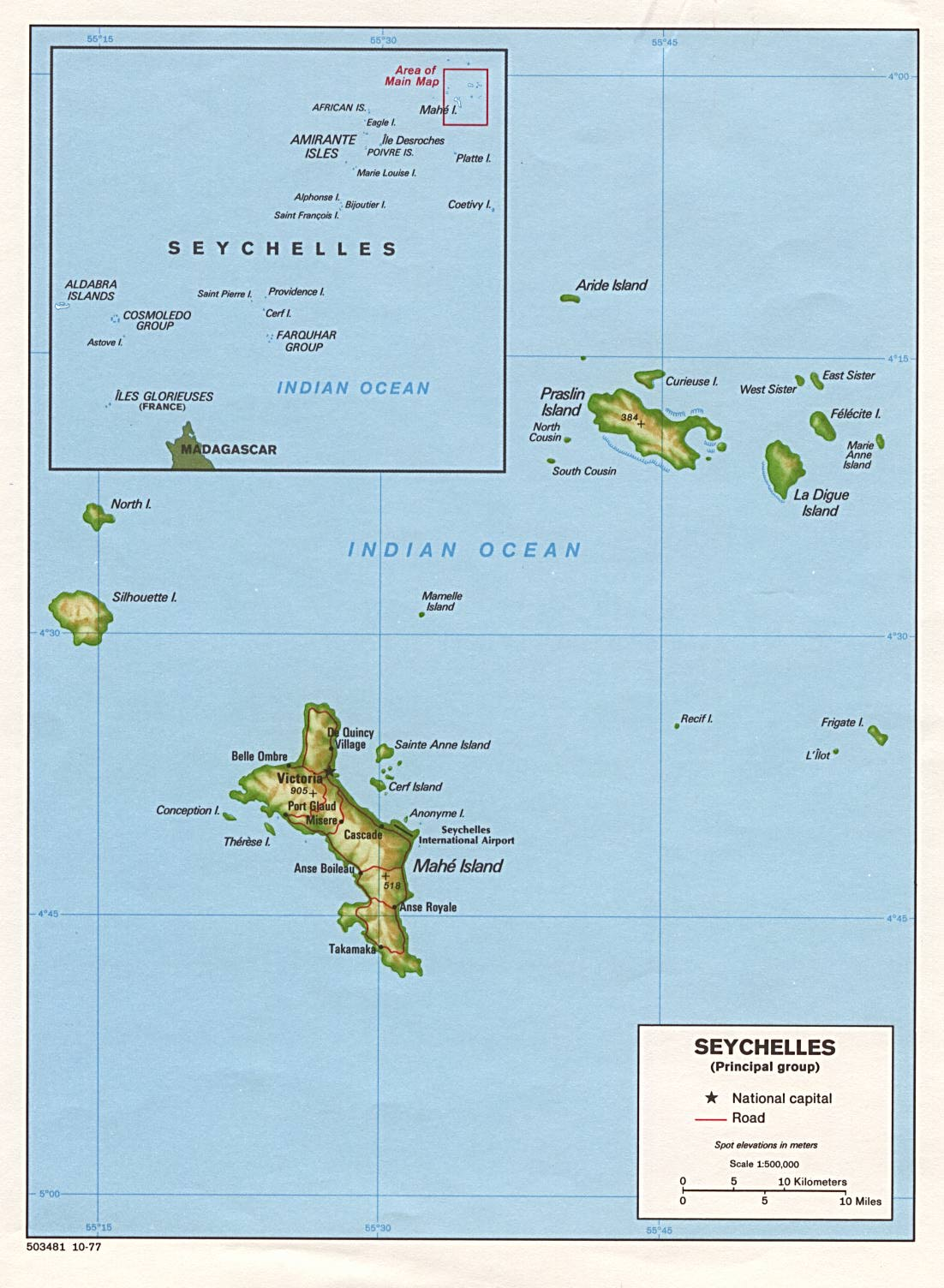
Mapa 1
Mapa del Districte
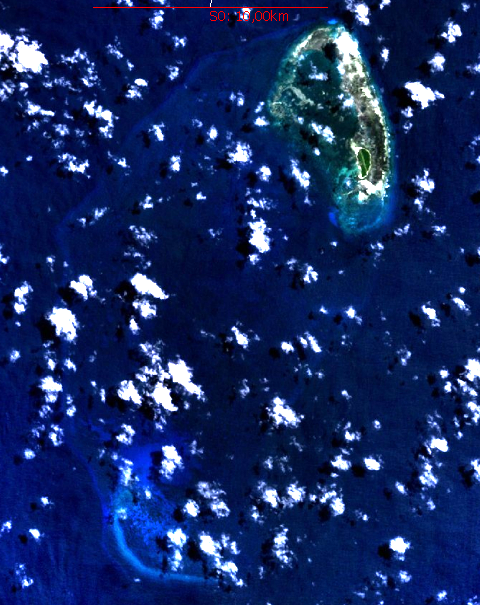
Imatge de la NASA de l'Île Platte amb els esculls de l'entorn
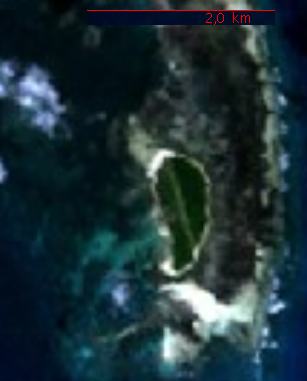
Imatge de la NASA de l'illa Platte.
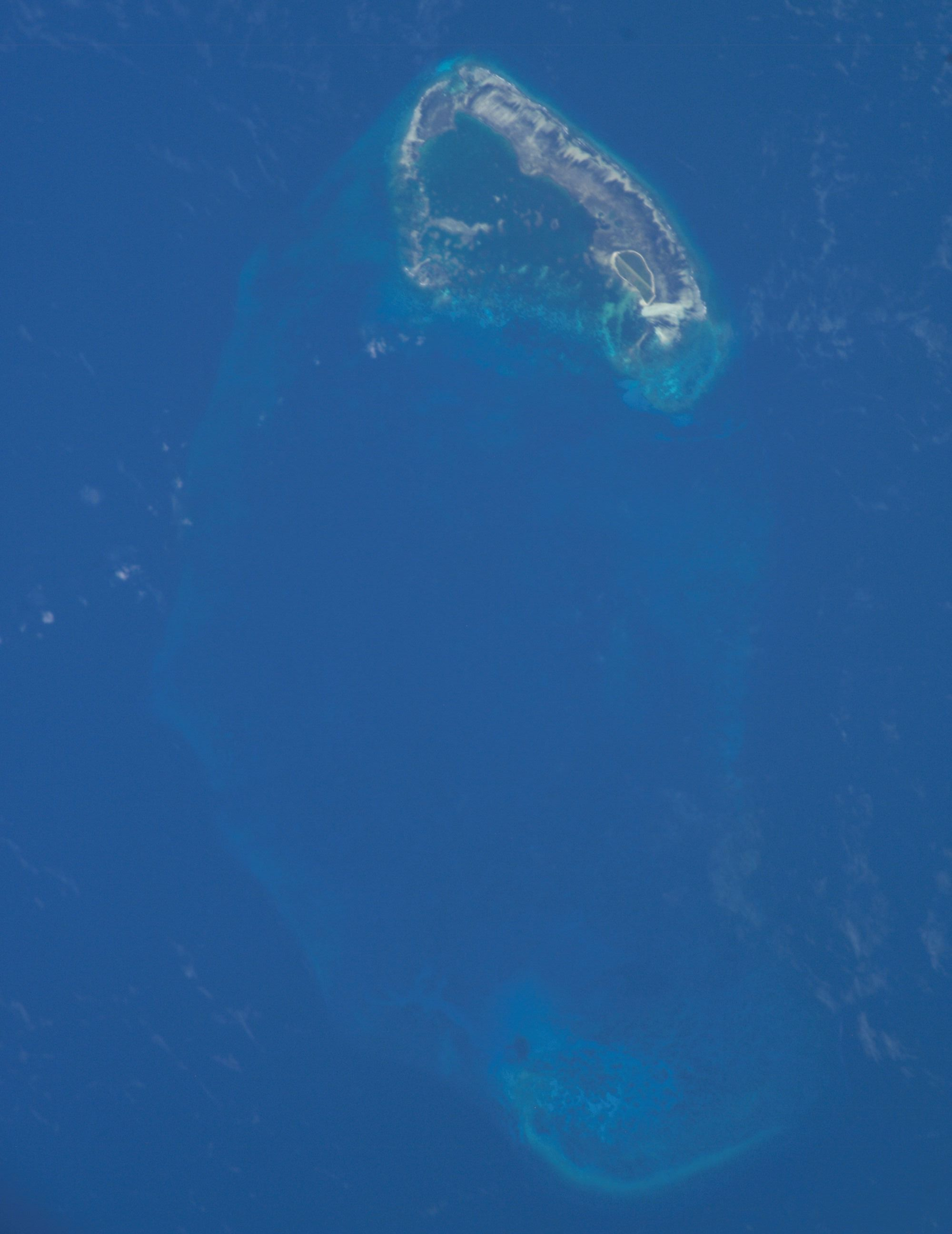
Imatge de la NASA imatge de l'illa Platte (Seychelles) a l'Oceà Índic